# Barbara Göbel
Barbara Gobel (Alemania, 8 de abril de 1943) es una nadadora alemana retirada especializada en pruebas de estilo braza, donde consiguió ser medallista de bronce olímpica en 1960 en los 200 metros.

## Carrera deportiva
En los Juegos Olímpicos de Roma 1960 ganó la medalla de bronce en los 200 metros estilo braza, con un tiempo de 2:53.6 segundos, tras la británica Anita Lonsbrough y su compatriota Wiltrud Urselmann.
Y en el campeonato europeo de Leipzig de 1962 ganó el oro junto con su equipo en los relevos de 4x100 metros estilos.